# 菱川師秀
菱川 師秀（ひしかわ もろひで、生没年不詳）とは、江戸時代の浮世絵師。

## 来歴
菱川師宣の門人。作画期は元禄の頃とされ、肉筆画の作が残る。画風は師宣の様式を基調にした人物の表現に特色を見せる。「美人化粧図」と「化粧美人図」はともに同様の画題で、「化粧美人図」の画風には岩佐又兵衛を偲ばせるものがあるといわれている。

## 作品
- 「鏡台美人図」　絹本着色　※「日本繪菱川師秀筆」の落款あり。『浮世絵大成』第二巻掲載
- 「化粧美人図」　絹本着色　日本浮世絵博物館所蔵　※「日本繪菱川師秀筆」の落款、「菱川□□」の印あり
- 「美人化粧図」　絹本着色　浮世絵太田記念美術館所蔵　※「日本繪菱川師秀筆」の落款、白文円印あり